# Lista hiszpańskich pancerników

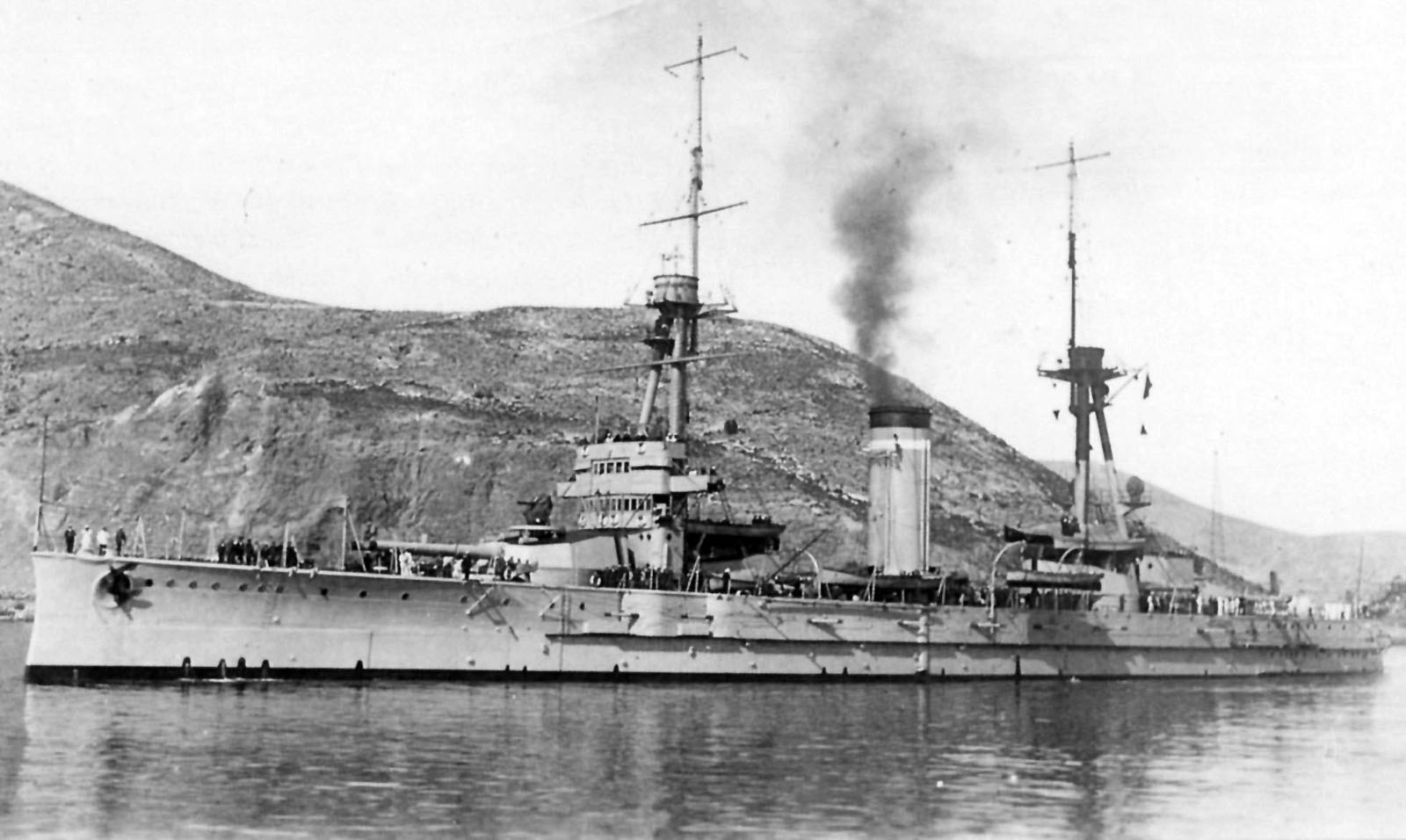
"España"

Lista hiszpańskich pancerników z lat 1859–1940:
- pancerniki parowe i fregaty pancerne
  - Numancia (1863)
  - Tetuan (1863) – wysadzony w 1873
  - Arapiles (1864)
  - Vitoria (1865) – w rezerwie do 1910
  - Zaragoza (1867)
  - Sagunto (1869)
  - Mendez Nunez (1869)
  - Pelayo (1888) – w rezerwie do 1925
- drednoty
  - typ España
    - España (1912) – w rezerwie do 1923
    - Alfonso XIII (1913) – przemianowany na "España" w 1931, w rezerwie do 1937
    - Jaime I (1914) – zatopiony w 1937